# بقعه شاه داعی‌الله
بقعه شاه داعی‌الله آرامگاه شاعر شیرازی نظام‌الدین محمد الحسینی متخلص به داعی است است که در جنوب شیراز، در مشرق گورستان دارالاسلام و خارج از دروازه شاهداعی واقع شده است. در مجاور وی قبر فرزندش سیدمیرقاسم که در سال ۹۲۰ هجری قمری درگذشت، قرار دارد. ساختمان بقعه او در زمان کریم خان زند احداث شد که سنگی بزرگ و خوش نگار بر قبر او قرار داده شده و بر روی آن به خط ثلث برجسته نوشته شده است که متعاقباً در سال ۱۲۹۹ هجری قمری توسط فردی خیر به نام حاج میرزا کریم صراف تعمیراتی بر آن انجام گرفته است. این بقعه با آجر و کاشی و چوب تزئین شده و بسیار باشکوه و با خطوط زیبا از کلام‌الله و اشعار شاه داعی الی الله به خط نستعلیق منقوش شده است. بر روی سطح دیوار رو به قبله قبر، زندگی شاه داعی الی الله به‌طور مختصر برای اطلاع عموم بر روی کاشی نوشته شده است. این آرامگاه دارای دو سنگ قبر بزرگ سماقی مجلل سرخ رنگ متعلق به شاه داعی و فرزندش است و از دو قسمت تشکیل شده است. بر سر در آرامگاه شعری از خود شاه داعی الی الله نوشته شده است:
| چو باد خاک تو خواهد به هر طرف بردن |  | مهل که از تو نشیند به خاطری گردی |